# Kaitlyn Lawes
Kaitlyn Lawes (Winnipeg, 16 de diciembre de 1988) es una deportista canadiense que compite en curling.
Participó en tres Juegos Olímpicos de Invierno, obteniendo dos medallas, oro en Sochi 2014 (equipo femenino) y oro en Pyeongchang 2018 (mixto doble), y el quinto lugar en Pekín 2022 (equipo femenino).
Ganó dos medallas en el Campeonato Mundial de Curling, en los años 2015 y 2018.

## Palmarés internacional
| Juegos Olímpicos   | Juegos Olímpicos            | Juegos Olímpicos | Juegos Olímpicos |
| Año                | Lugar                       | Medalla          | Prueba           |
| ------------------ | --------------------------- | ---------------- | ---------------- |
| 2014               | Sochi (Rusia)               | Medalla de oro   | Equipo           |
| 2018               | Pyeongchang (Corea del Sur) | Medalla de oro   | Mixto doble      |
| Campeonato Mundial |                             |                  |                  |
| Año                | Lugar                       | Medalla          | Prueba           |
| 2015               | Sapporo (Japón)             | Medalla de plata | Equipo           |
| 2018               | North Bay (Canadá)          | Medalla de oro   | Equipo           |